# Ferrari 212

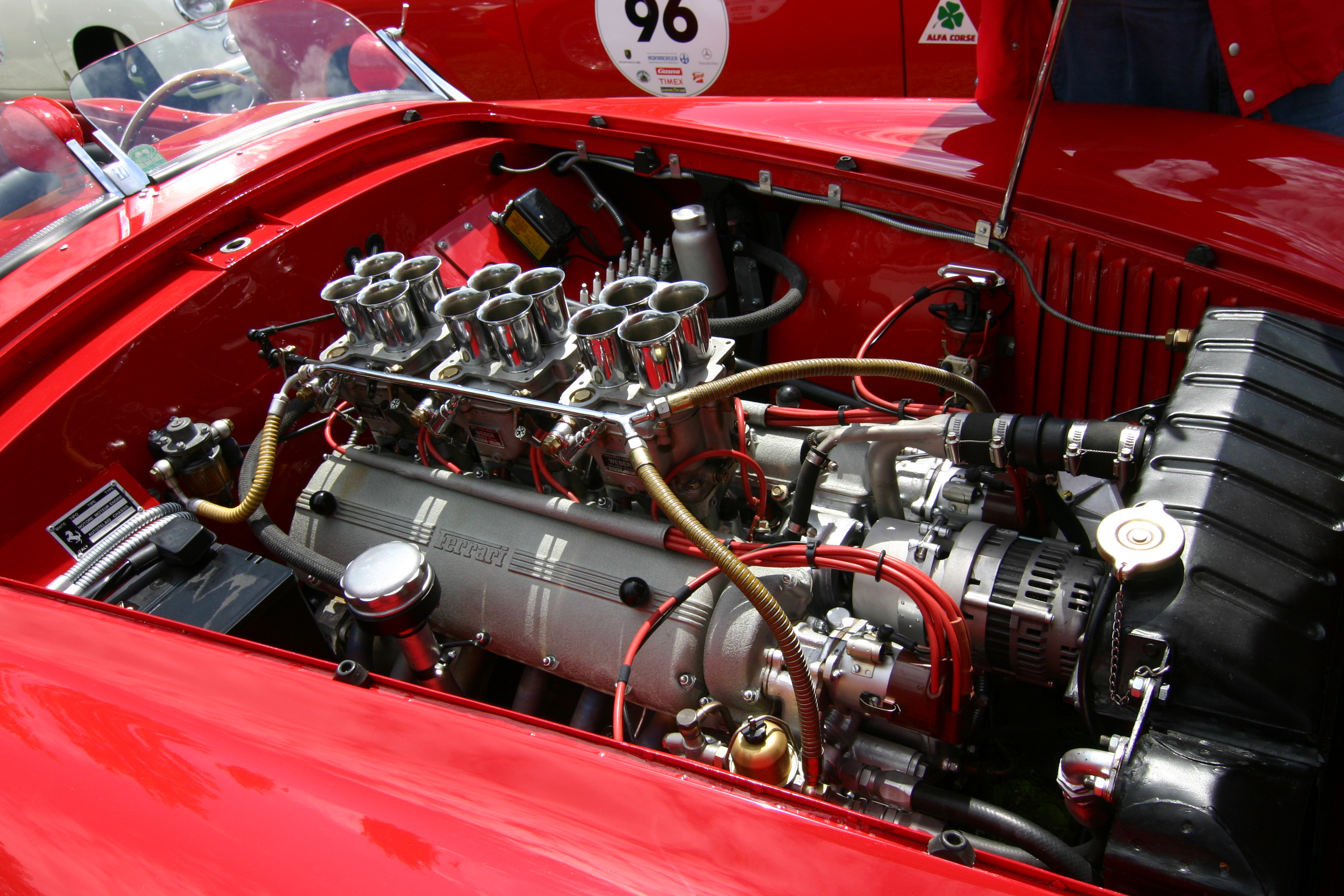
Der 2,55-Liter-V12 des Ferrari 212

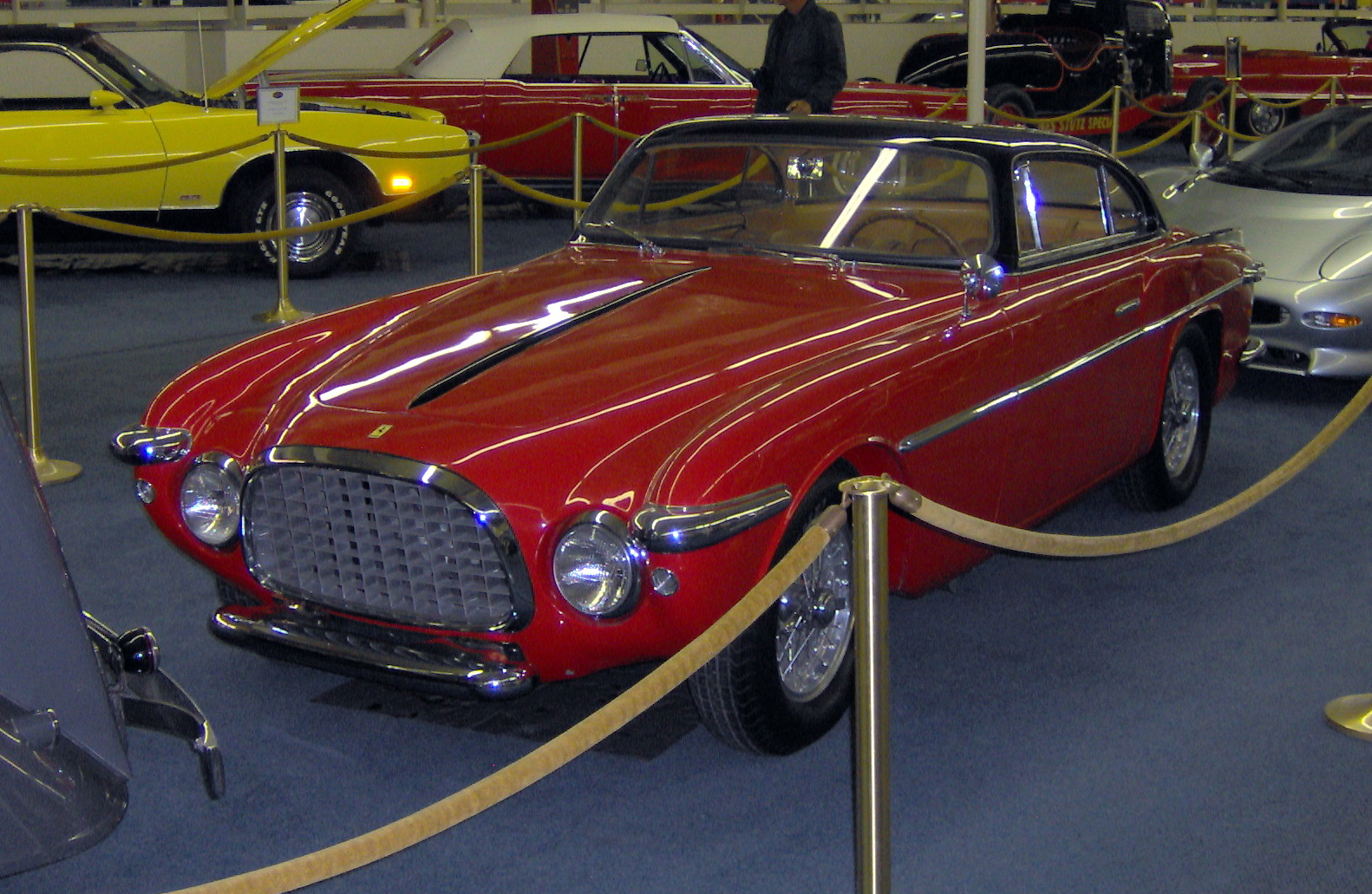
Ferrari 212 Inter Vignale

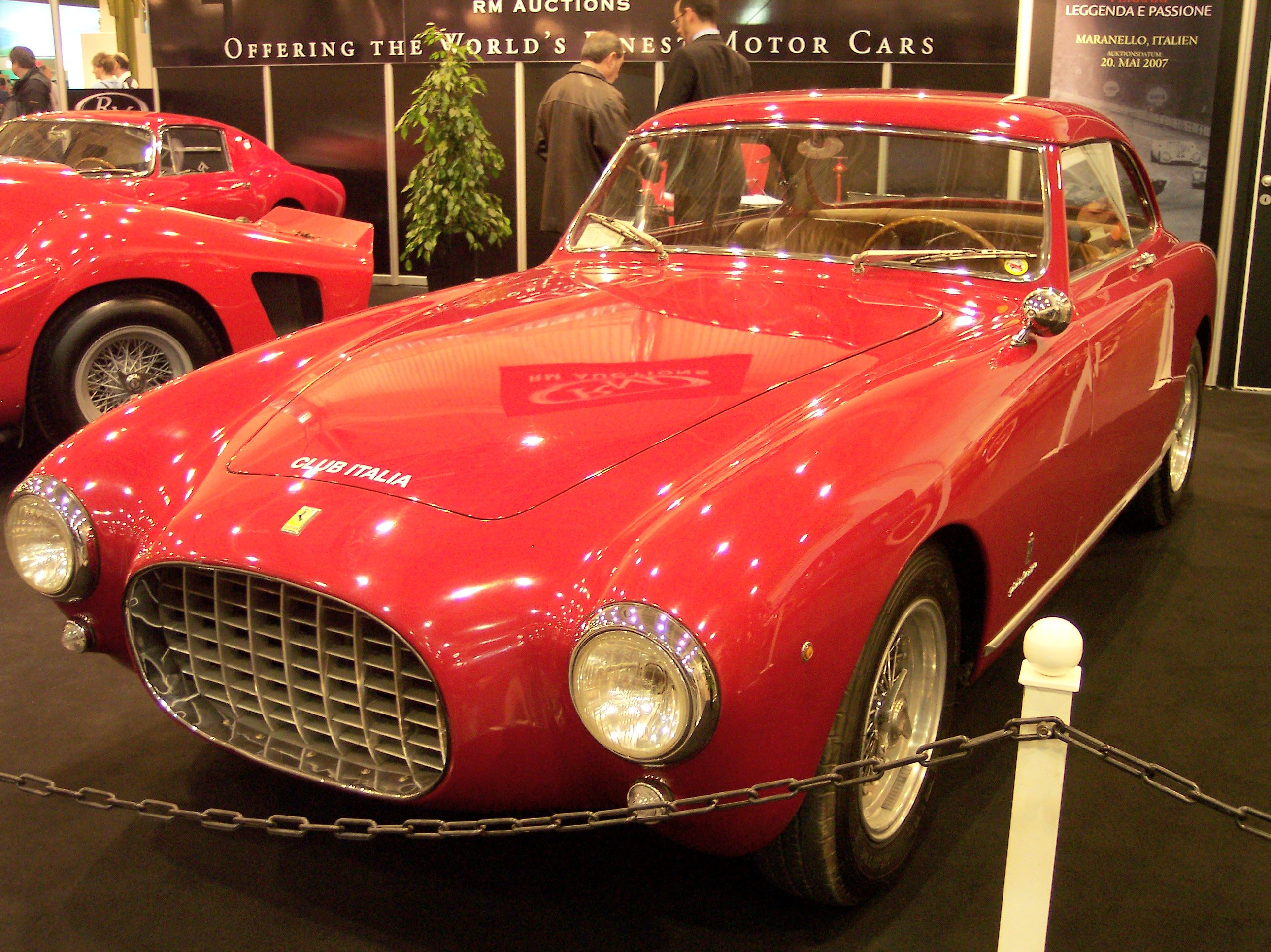
Ferrari 212 Inter Pinin Farina

Der Ferrari 212 ist ein von 1951 bis 1953 in verschiedenen Ausführungen gebautes Modell des italienischen Automobilherstellers Ferrari. Die Bezeichnung geht auf den gerundeten Inhalt eines einzelnen Zylinders zurück.
Beim 212 handelte es sich um den Nachfolger des Ferrari 195 mit dessen von 2,3 auf 2,55 Liter vergrößertem V12-Motor mit einer obenliegenden Nockenwelle (Bohrung × Hub 68 × 58,8 mm, Hubraum 2562 cm³). Wie der Vorgänger besaß der 212 einen Kastenrahmen, vordere Doppeldreieckslenker und eine hintere Starrachse. Nachfolger des 212 war der Ferrari 250.

## 212 Export
Der 212 Export war der Nachfolger des 195 Sport und die für den GT-Rennsport gedachte Variante der 212-Baureihe. Durch die erneute Vergrößerung des Bohrmaßes wuchs der Hubraum des SOHC-V12 von 2341 auf 2562 cm³; dennoch war die Leistung des mit drei Weber 32- oder 36-Doppelvergasern bestückten Motors gegenüber dem Vorgänger mit niedrigeren 118 kW (160 PS) bei 6500/min angegeben. Radstand und Chassis blieben gegenüber dem 195 Sport unverändert. Gebaut wurden insgesamt 27 Exemplare. Vierzehn erhielten eine offene zweisitzige Karosserie, davon sieben mit einer Barchetta-Karosserie von Touring, drei als Vignale-Spider, zwei als Vignale-Cabrio sowie je ein Spider der Carrozzeria Motto und von Fontana. Dreizehn Fahrzeuge erhielten eine geschlossene Karosserie, davon acht mit einem Coupé- beziehungsweise Berlinetta-Aufbau von Vignale, drei Berlinetten von Touring sowie je eine Berlinetta der Carrozzeria Motto und von Fontana.

## 212 Inter
Wie beim 195 so stellte auch beim 212 der Inter die für den zivilen Gebrauch bestimmte Variante.
Mit einem Doppelvergaser leistete der 2,55-Liter-V12 mit einer obenliegenden Nockenwelle pro Zylinderbank im 212 Inter 96 kW (131 PS) bei 6500/min, später war die Maschine auch mit Dreivergaser-Anlage und bis zu 125 kW (170 PS) erhältlich.
Auf einem Radstand von 2600 mm entstanden etwa 84 Exemplare des 212 Inter, zumeist von Ghia, Pinin Farina oder Vignale karossiert.

## 212 MM
Ein Einzelstück und 1951 der erste fertiggestellte Ferrari 212.

## 212 F2 / 212 F1
Mit diesem Motor wurden auch Monoposto-Rennwagen ausgestattet, die sowohl in der Formel 2, als auch in der Fahrerweltmeisterschaft (Formel 1) eingesetzt wurden. 